# Charles Babbage
Charles Babbage (IPA: /ˈbæbɪdʒ/, Teignmouth, Nagy-Britannia, 1791. december 26. – London, 1871. október 18.) angol matematikus és korai számítógéptudós, az első személy, aki előállt a programozható számítógép ötletével.
Gépei az első mechanikus számítógépek közt voltak, de egyiket sem fejezte be teljesen, anyagi és személyes okokból. Babbage gépei mechanikusan működő részekből álló monstrumok voltak, de a felhasznált működési elvek közül sok meghökkentően hasonlít a mai számítógépek működési elveire.
Be nem fejezett gépeinek alkotóelemeit kiállították a Londoni Tudományos Múzeumban (London Science Museum).
1991-ben, Babbage eredeti tervei alapján befejezték a differenciálgépét, ami tökéletesen működött. Babbage korában már használatos anyagokból építették fel, ami azt mutatja, hogy a gép már a korabeli technológiájával is működőképessé tehető lett volna.

## A korai évek

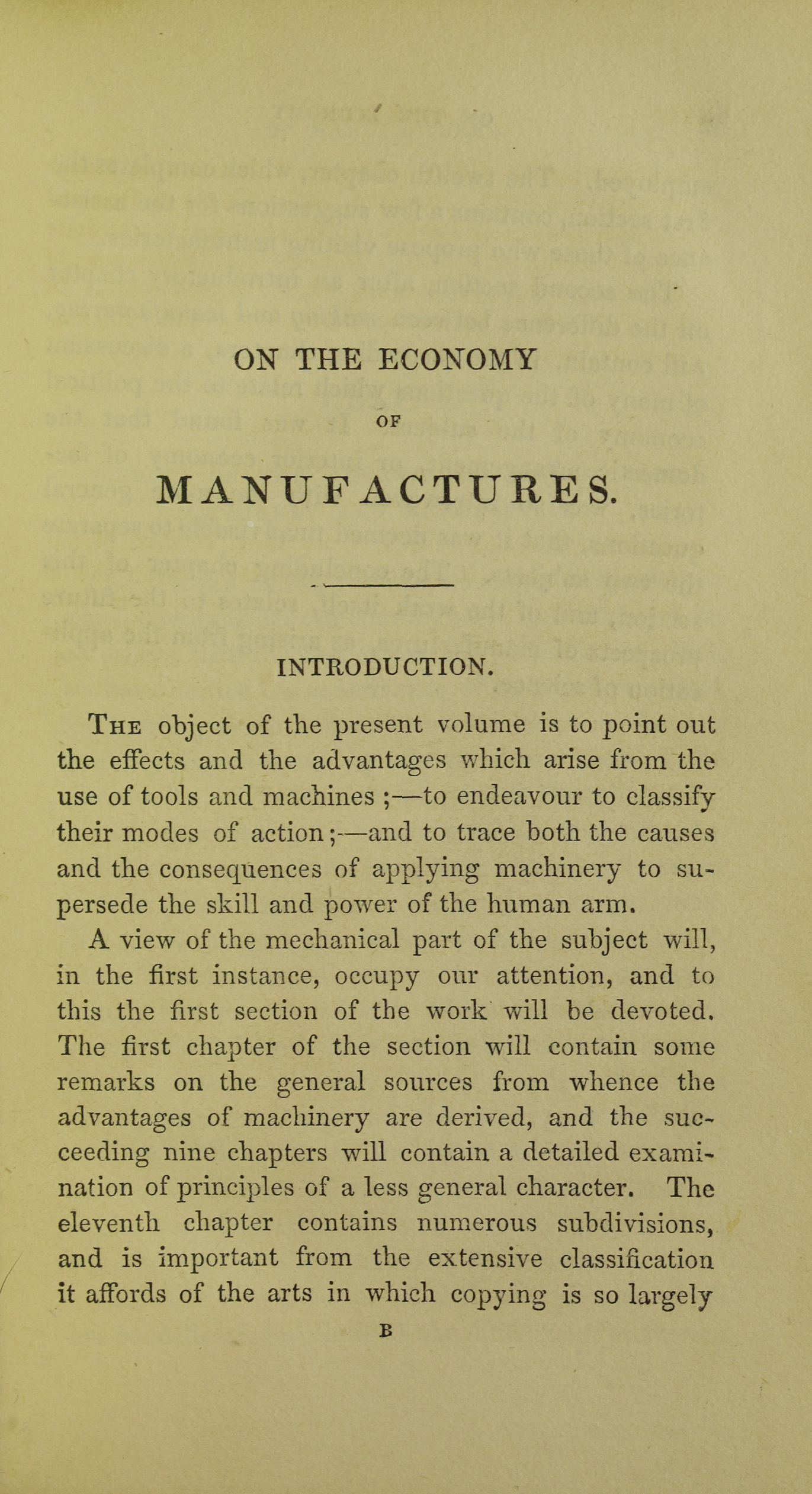
On the economy of machinery and manufactures, 1835

A devonshire-i Teignmouthban született, s a cambridge-i Trinity College-ban tanult, ahol később Alan Turing is, majd a Peterhouse-ban folytatta tanulmányait. Cambridge-ben szerzett diplomát, 1814-ben. Abban az évben meg is házasodott, elvette Georgiana Whitmore-t. Nyolc gyerekük született, de csak három érte meg a felnőttkort. Mrs. Babbage 1827-ben hunyt el.

## A számítógép-tervezés
Amikor felismerte, hogy a matematikai táblák rengeteg hibát tartalmaznak, ami például sok hajó elvesztését okozta, Babbage megpróbált keresni egy másik módszert: létrehozni egy gépet, amely nem szenved hibákban, nem merül ki és nem unja meg a számolást, mint az emberi kalkulátorok. Ez az ötlet 1812 elején fogalmazódott meg fejében, s tervei szerint gőzgép hajtotta volna. Három jól megkülönböztethető tényező befolyásolta: rendmániája, jól ismerte a logaritmustáblát és dolgozott a Blaise Pascal és Gottfried Wilhelm Leibniz által kidolgozott számítógépekkel. 1822-ben, egy Sir Humphry Davyhez címzett levelében írt a gépe számolásokra való alkalmasságáról és a matematikai táblák kinyomtatásának képességéről, így kifejtette a számológép alapelveit.

## A differenciálgép

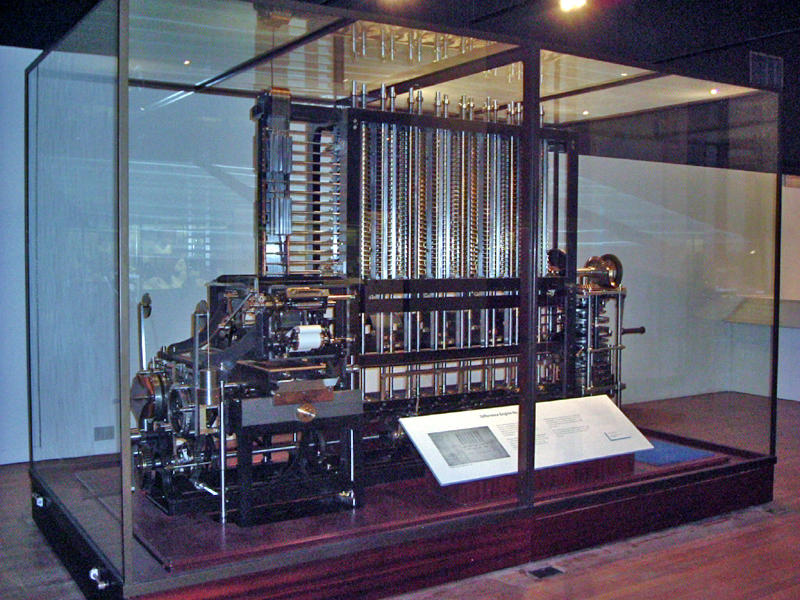
A differenciálgép

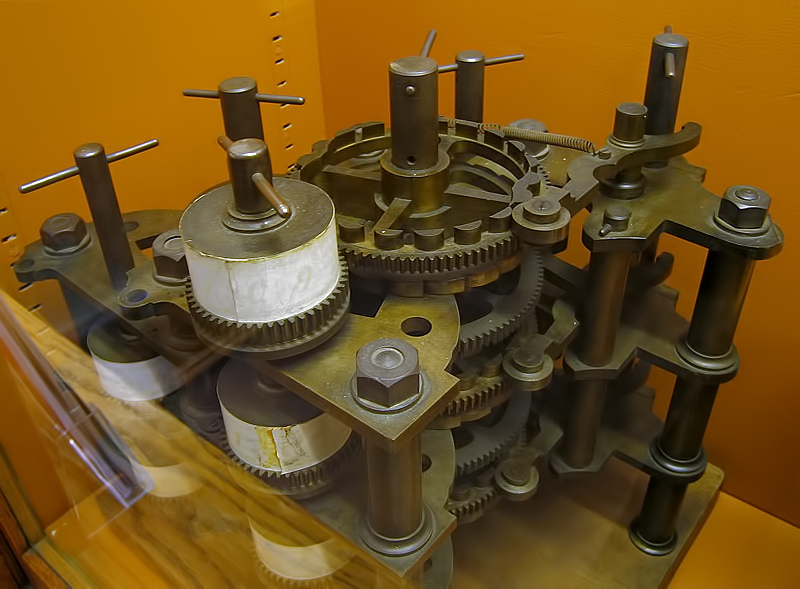
A differenciálgép egy része, amit a Babbage műhelyében talált darabokból raktak össze

Be is mutathatta a differenciálgép névre elkeresztelt modelljét a Királyi Csillagászati Társaságnak, 1821-ben. Az a cél vezérelte ebben, hogy polinomtáblákat alkalmazzon számszerű ábrázoláshoz (ezt nevezte differenciálásnak). A Társaság helyeselte a tervet, és az angol kormány 1500 fontos díját is odaítélték neki, 1823-ban. A gép készítését elkezdte, de soha nem fejezte be. Két dolog miatt: az egyik, hogy a belső súrlódás és áttétel nem állt megfelelő szinten abban az időben, s az állandó vibráció problémákat okozott. A másik az volt, hogy az eredeti terveket megváltoztatta a gép készítése közben. 1833-ra 17 000 font ellenére sem tudott kézzelfogható végleges eredményt felmutatni.
Az első differenciálgép 25 ezer alkatrészből állt. 15 tonnát nyomott és két és fél méter magas volt. A másodiknak csak a terveit készítette el. Ez az a gép, amit 1989 és 1991 közt építtettek meg, első számításait a Londoni Tudományos Múzeumban végezte el, és 31 számjegyes eredményeket adott ki.
A második géphez Babbage nyomtatót is tervezett.

## Az analitikai gép
Miután a differenciálgép megépítésének kísérlete megbukott, Babbage egy még bonyolultabb masina, az analitikai gép megtervezésébe fogott és haláláig több változatot készített.
A fő eltérés a differenciálgéptől az volt, hogy az analitikai gép lyukkártyákkal programozható lett volna. Ez megint csak forradalmi ötlet volt a számítógép történetében, bár maga az eszköz nem teljesen új, hiszen Joseph Marie Jacquard a szövőgépen már korábban is alkalmazott lyukkártyát. A gép egy olyan mechanikus számológépet is működtetett volna, amely már létező számítások eredményeit formulázta volna meg lyukkártyasorozatok segítségével. A terv számos olyan módszert vezetett be, amelyeket a modern számítógépek alkalmaznak. Ha megépül, ez lett volna az első Turing-teljes számítógép.
Ada Lovelace, egyike a néhány matematikusnak, akik megértették Babbage elképzeléseit, programot írt az analitikai géphez, és ezzel ő lett az első női programozó. Ha a gép megépül, programja képes lett volna kikalkulálni a Bernoulli-számok sorozatát.

## Egyéb eredményei
1824-ben Charles Babbage elsőként nyerte el a Királyi Csillagászati Társaság Aranyérmét „egy gép felfedezéséért, amely matematikai és csillagászati táblázatokat számol”.
1828-tól 1839-ig Babbage a matematika Lucasian professzora volt Cambridge-ben. Számos tudományos folyóirat munkájához nyújtott jelentős hozzájárulást. Alapvető szerepe volt 1820-ban a Csillagászati Társaság és 1834-ben a Statisztikai Társaság megalapításában.
1837-ben, a nyolc Bridgewater értekezésre válaszul publikálta a Kilencedik Bridgewater értekezést, amelyben előadta, hogy Isten rendelkezett a mindenhatósággal és előrelátással ahhoz, hogy isteni törvényhozóként törvényeket (vagy programokat) hozzon létre, amelyek alkalmas időben működésbe lépnek, ahelyett hogy Istennek csodákkal kelljen beavatkoznia minden szükséges esetben. A könyv, amely John Herschellel a témáról folytatott levelezéséből is felhasznált részleteket, a természetteológia egyik alapműve.
Babbage jelentős eredményeket ért el a rejtjelezés matematikai elméletében, a kriptográfiában is. Feltörte a korábban feltörhetetlennek tartott titkosírásokat, köztük a Vigenère-kódot. Ezt a felfedezését sokáig titokban tartották, mert az angol hadsereg felhasználta, ezért Friedrich Kasiski nevéhez kötötték a módszert, holott Babbage évekkel előtte járt.
Babbage fedezte fel a lokomotívok elejére szerelt eszközt is, amely letisztította a sínekről azokat a tárgyakat, amelyek másképp kisiklathatták volna a szerelvényt.
Babbage találmányai közé tartozik a vasúti mérőkocsi, a szintén vasúti nyomtáv mérő, oftalmoszkóp (szemfenéktükör), heliográf és a világítótornyok számára a villanófény.
Csak egyszer kísérletezett politikával. 1832-ben Finsbury-ben indult a választáson és utolsóként végzett.

## Különcségei
Babbage híres különc volt. Egyszer megszámolta és elemezte, hogy egy gyárépület ablakai hányszor és milyen okokból törtek ki. Megfigyeléseit 1857-ben publikálta is „Table of the Relative Frequency of the Causes of Breakage of Plate Glass Windows” („Táblázat az üvegtáblák kitörése okainak relatív gyakoriságáról”): 464-ből 14 esetet „részeg férfiak, nők vagy fiúk” okoztak. Ki nem állhatta a köznépet („a csőcseléket”), olyannyira, hogy 1864-ben „Observations of Street Nuisances” („Megfigyelések az utcai kényelmetlenségekről”) címmel közölt írást, és ebben egy 80 napos időszakból 165 „kényelmetlenséget” jegyzett fel. Különösen az utcai zenét utálta. Nagyon érdekelte a tűz: egy alkalommal négy percet töltött egy 130 °C (265 °F) hőmérsékletű kályhában „különösebb kényelmetlenség nélkül”. Később elintézte, hogy leengedjék a Vezúv hegy kráterébe, mert meg akarta szemlélni a lávát.

## Babbage-ről nevezték el
- Babbage kráter a Holdon.
- Charles Babbage Institute, University of Minnesota, USA (Babbage Intézet a Minesotai Egyetemen).
- Babbage Épület, University of Plymouth (Plymouthi Egyeteme), Devon, UK.
- Babbage Lecture Theatre, University of Cambridge, UK (Babbage Előadószínház, Cambridge-i Egyetem).
- Babbage egy óriás mechanikus szörny a City of Heroes című videójátékban.

## Magyarul megjelent művei
- Babbage Károly: A természetes számok logarithmai 1-től 108000-ig; készült Nagy Károly' felügyelése alatt; Magyar Tudós Társaság, London, 1834